# سایوز۷
سایوز-۷ (به روسی: Союз ۷) (به معنای اتحاد ۷) بخشی از یک مأموریت مشترک با سایوز-۶ و سایوز-۸ بود که توسط سازمان فضایی شوروی به فضا پرتاب شد. سایوز-۷ قرار بود به فضاپیمای سایوز-۸ متصل شده و سپس این دو فضاپیما منتظر اتصال سایوز-۶ باشند که بدین ترتیب ۷ فضانورد روسی همزمان در مدار بچرخند. البته سیستم ترازیابی فضایی هر سه فضاپیما با مشکل مواجه شد و هیچ‌کدام از فضاپیماها نتوانستند ترازیابی و اتصال را برقرار کنند و این بخش از مأموریت با شکست مواجه شد.

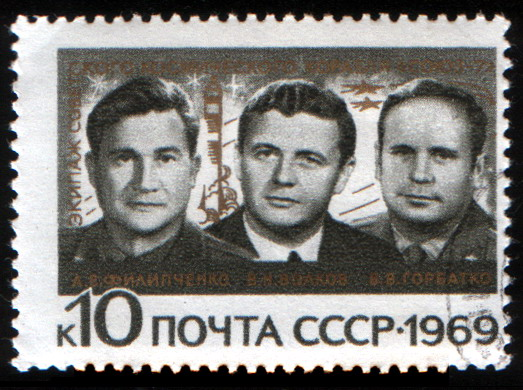
تصاویر فضانوردان سایوز-۷ روز تمبر

## خدمه مأموریت
| شماره | نام               | ملیت               | تعداد پرواز | نقش عملیاتی | تصویر |
| ۱     | آناتولی فیلیپچنکو | اتحاد جماهیر شوروی | ۱           | فرمانده     |       |
| ۲     | ولادیسلاف وولکوف  | اتحاد جماهیر شوروی | ۱           | مهندس پرواز |       |
| ۳     | ویکتور گورباتکو   | اتحاد جماهیر شوروی | ۱           | مهندس پرواز |       |